# Björn Vickhoff
Björn Ture Vickhoff, född 9 maj 1946 i Växjö, är en svensk trubadur och musikvetare.
Vickhoff, som är son till stadsläkare Ture Vickhoff och Mabel Andersson, var under 1970-talet medlem i Göteborgs visgrupp och har även utgivit en rad soloalbum. Senare har han riktat intresset till hur musiken påverkar människan och blev 2008 filosofie doktor i musikvetenskap vid Göteborgs universitet på avhandlingen A Perspective Theory of Music Perception and Emotion.

## Diskografi i urval
- 1977 – Fiskdikt och fågelsång (YTF 50420)
- 1980 – Kosmiskt eko (Kulingvagga, Sveriges Radio SRLP-1332)
- 1981 – Kalasrock (Hilmerson & Vickhoff, Vestkustbolaget VB-LP 02)
- 1984 – Huset vid havet (YTF 50421)
- 1988 – Än finns det tid (Björn Vickhoff med Skaraborgs kammarensemble, Liphone LILP 3100)
- 1996 – Fantastico (Björn Vickhoff & Gaia, YTF 50158)